# Selim Ben Hassen
Selim Ben Hassen, né le 9 mai 1980, est un militant tunisien.

## Biographie

### Jeunesse et études
Élève du collège Sadiki, il poursuit des études de droit à l'université Paris-Panthéon-Assas et de sciences politiques à l'Institut d'études politiques de Paris (IEP Paris) et à l'université d'Oxford. En 2010, il prête son serment d'avocat au barreau de Paris.

### Parcours militant
Selim Ben Hassen fonde, à son entrée à l'IEP Paris, l'association Sciences Po Monde Arabe,, à travers laquelle il organise des conférences qui traitent de plusieurs sujets relatifs à la démocratie et l'État de droit dans le Maghreb et au Moyen-Orient. Il y invite plusieurs activistes et défenseurs des droits humains et leur offre une tribune pour s'exprimer. Il se présente alors comme Selim Ben Hassen Bourguiba, petit-neveu de Habib Bourguiba, se prévalant d'une filiation indirecte avec l'ancien président,.
Entre 2007 et 2009, il organise, en partenariat avec l'Union des étudiants juifs de France, plusieurs événements pour promouvoir la paix entre Juifs et Arabes, Palestiniens et Israéliens ; il appelle également à l'abolition de la peine de mort dans le monde arabe. En octobre 2009, quelques jours avant l'élection présidentielle en Tunisie, il réunit l'ensemble des leaders de l'opposition à Paris, dans un contexte où toute prise de parole dissidente au régime est réprimée. La conférence est filmée et diffusée sur le site d'opposition Nawaat. Il fonde quelques mois plus tard le mouvement Byrsa, un mouvement de jeunes opposants au régime du président Zine el-Abidine Ben Ali et milite pour faire tomber la dictature.

### Activités sociales et culturelles
Après la révolution du 14 janvier 2011 et la chute du président Ben Ali, Selim Ben Hassen se consacre à des projets culturels et sociaux. Il invite notamment l'artiste EL Seed en Tunisie pour peindre dans plusieurs villes des fresques murales dans l'espace public. Dans un contexte marqué par la montée de l'extrémisme religieux, il fait inscrire, sur la plus grande mosquée du pays, dans le quartier de Jara à Gabès, un verset du Coran en graffiti qui appelle à la paix et à la fraternité entre les peuples,.
En février 2018, il fonde l'association Aïch Tounsi et entreprend des initiatives telles que « les héros invisibles », un projet où sont présentés les parcours de personnes inconnues ayant accompli des actions remarquables, à travers des vidéos diffusés sur les réseaux sociaux et sur différentes chaînes de télévision. En juin, à l'occasion de la coupe du monde de football, et alors que les retransmissions des rencontres de l'équipe nationale sont uniquement organisées dans des quartiers privilégiés, il organise gratuitement, en faveur des habitants de régions défavorisées, quatre événements de retransmission des matchs disputés par la Tunisie, dans l'amphithéâtre d'El Jem, dans le quartier populaire de Mellassine à Tunis, dans la ville du Kef et à Rejim Maatoug, l'un des villages les plus reculés du pays. Plus de 20 000 personnes sont présentes à ces évènements.
En novembre de la même année, Selim Ben Hassen lance avec son mouvement une large campagne de démocratie participative et invite les Tunisiens à exprimer leurs préoccupations et leurs attentes. 400 000 personnes participent à l'initiative. À partir des résultats de la consultation, le mouvement rédige un document intitulé La feuille de route des Tunisiens comprenant douze mesures.
En juillet 2019, la feuille de route est signée par plus d'un million de personnes, ce qui en fait la plus large consultation citoyenne de l'histoire de la Tunisie. Le mouvement commence à faire son apparition dans les sondages d'opinion et se classe parmi les cinq premières forces politiques du pays,.

### Élections législatives de 2019
Bien qu'il ne se prononce pas sur l'avenir politique du mouvement, les partis politiques en place contestent la possibilité pour une association de se présenter à des élections. Un amendement à la loi électorale est proposé par le parti gouvernemental Tahya Tounes et soutenu par le parti islamiste Ennahdha pour empêcher notamment Aïch Tounsi de se présenter aux élections. Au terme d'un feuilleton politique et médiatique de plusieurs semaines, l'amendement est adopté le 19 juin 2019 par l'Assemblée des représentants du peuple. Cependant, le président de la République Béji Caïd Essebsi, quelques jours avant de décéder, refuse de ratifier la loi, qu'il juge inconstitutionnelle.
Aîch Tounsi se présente aux élections législatives du 6 octobre 2019 à travers des listes indépendantes. Selim Ben Hassen choisit de se porter candidat dans la première circonscription de Tunis, qui réunit les quartiers populaires de la capitale, face au leader islamiste Rached Ghannouchi. À quelques jours du scrutin, le mouvement est troisième dans les sondages, un an et demi après sa création. Cependant, le jour de la proclamation des résultats, le mouvement n'obtient qu'un siège et Selim Ben Hassen, arrivé seulement huitième, n'accède pas à la députation.
Plusieurs organisations d'observation des élections dénoncent le trucage des urnes par les islamistes,, mais l'Instance supérieure indépendante pour les élections valide les résultats. Selim Ben Hassen ne fait plus d'apparition publique après cette date.

### Traversée de l'océan Atlantique et série audiovisuelle
En janvier 2025, il embarque depuis la Bretagne pour une traversée de l'océan Atlantique à la voile. Il embarque à bord du Rara-Avis, un voilier solidaire qui emmène des personnes ayant eu des accidents de parcours ou en situation de fragilité (délinquants, toxicomanes, anciens détenus) à la découverte de la mer,. Il réalise à partir de la traversée une série documentaire, intitulée Mazette ! ; la série est sélectionnée pour une présentation en avant-première à la Conférence des Nations unies sur l'océan en juin de la même année.